# Небензя, Василий Алексеевич
Васи́лий Алексе́евич Небе́нзя (род. 26 февраля 1962, Волгоград) — советский и российский дипломат. Постоянный представитель Российской Федерации при Организации Объединённых Наций и в Совете Безопасности ООН с 27 июля 2017 года. Чрезвычайный и полномочный посол (2014).
Заместитель министра иностранных дел Российской Федерации (1 июня 2013 — 27 июля 2017).

## Биография

### Ранние годы
Василий Алексеевич Небензя родился 26 февраля 1962 года в Волгограде. Родители:
- Отец — Алексей Андреевич Небензя (5 марта 1924 — 25 марта 1995)[2], украинец[3]. Участник Великой Отечественной войны с июля 1941 года. Принимал участие в обороне Ленинграда и взятии Берлина; второй секретарь Волгоградского обкома КПСС; заместитель председателя Госкомиздата СССР.
- Мать — Антонина Тимофеевна Небензя (16 марта 1923 — 23 апреля 2008).

### Карьера
Василий Небензя окончил МГИМО МИД СССР в 1983 году, с того же года — на дипломатической работе. Владеет английским и испанским языками.
- В 1988—1990 годах — атташе Посольства СССР в Таиланде.
- В 1990—1991 годах — третий секретарь Управления международных экономических отношений МИД СССР.
- В 1991—1992 годах — второй секретарь Управления международных организаций МИД СССР, затем — МИД России.
- В 1993—1996 годах — заведующий отделом Департамента международных организаций МИД России.
- В 1996—2000 годах — советник, старший советник Постоянного представительства России при ООН в Нью-Йорке.
- В 2000—2006 годах — начальник отдела, заместитель директора Департамента международных организаций МИД России.
- С ноября 2006 по ноябрь 2011 года — заместитель постоянного представителя при ВТО в Женеве.
- В 2011—2012 годах — заместитель постоянного представителя России при отделении ООН и других международных организациях в Женеве.
- С марта 2012 по июнь 2013 года — директор Департамента по гуманитарному сотрудничеству и правам человека МИД России.
- С 1 июня 2013 по 26 июля 2017 года — заместитель министра иностранных дел Российской Федерации[4]. В данной должности курировал вопросы экономического сотрудничества и взаимодействия России с межгосударственными объединениями[5].

## Постоянный представитель России при ООН
21 апреля 2017 года Министерство иностранных дел России предложило кандидатуру Василия Небензи на пост Постоянного представителя Российской Федерации при Организации Объединённых Наций. До этого должность постоянного представителя Российской Федерации при Организации Объединённых Наций оставалась вакантной после кончины Виталия Чуркина в феврале 2017 года.
25 мая 2017 года кандидатура одобрена профильным комитетом Государственной думы, 29 мая 2017 года — профильным комитетом Совета Федерации.
Назначен на должность постоянного представителя Российской Федерации при Организации Объединённых Наций и в Совете Безопасности ООН указом президента России Владимира Путина 27 июля 2017 года.

### Скандал на заседании Совбеза ООН
Обсуждение продовольственного кризиса на заседании Совбеза ООН 6 июня 2022 года сопровождалось скандалом. Председатель Европейского совета назвал причиной кризиса российское вторжение на Украину; Шарль Мишель заявил, что Россия использует поставки продовольствия как оружие, что приводит к обнищанию населения развивающихся стран. В. А. Небензя обвинил Ш. Мишеля во лжи и покинул заседание.

## Семья
- Супруга — Людмила Руслановна Касинцева (род. 1962)
- Сын — Сергий (род. 1994)

## Награды
- Орден «За заслуги перед Отечеством» IV степени (21 февраля 2022) — за большой вклад в реализацию внешнеполитического курса Российской Федерации и многолетнюю добросовестную дипломатическую службу[7].
- Орден Почёта (19 мая 2020) — за большой вклад в реализацию внешнеполитического курса Российской Федерации и многолетнюю добросовестную дипломатическую службу[8].
- Орден Дружбы[9]
- Медаль ордена «За заслуги перед Отечеством» II степени (26 ноября 2011) — за большой вклад в реализацию внешнеполитического курса Российской Федерации и многолетнюю добросовестную работу[10].
- Медаль «За вклад в создание Евразийского экономического союза» 2 степени (Высший совет Евразийского экономического союза, 8 мая 2015) — за вклад в создание Евразийского экономического союза[11].
- Медаль «За вклад в развитие Евразийского экономического союза» (Высший совет Евразийского экономического союза, 29 мая 2019)[12].
- Орден Сербского флага I степени (Сербия, 2024)[13].
- Почётная грамота президента Российской Федерации (30 июня 2019) — за большой вклад в реализацию внешнеполитического курса Российской Федерации[14].
- Почётная грамота МИД России.
- Медаль «МПА СНГ. 25 лет» (Межпарламентская ассамблея СНГ, 27 марта 2017) — за заслуги в деле развития и укрепления парламентаризма, за вклад в развитие и совершенствование правовых основ функционирования Содружества Независимых Государств, укрепление международных связей и межпарламентского сотрудничества[15].

## Дипломатический ранг
- Чрезвычайный и полномочный посланник 2 класса (6 июня 2005)[16]
- Чрезвычайный и полномочный посланник 1 класса (9 февраля 2010)[17]
- Чрезвычайный и полномочный посол (10 февраля 2014)[18]

## Мнения
Председатель комитета Государственной думы Российской Федерации по международным делам Леонид Слуцкий считает, что Небензя «очень сильный дипломат, блестящий переговорщик».
Бывший заместитель генерального секретаря ООН, дипломат Сергей Орджоникидзе полагает, что Небензя «опытный, профессиональный и, что немаловажно, с чувством юмора» и «очень нестандартный дипломат».